# Quadrille (film, 1938)
Pour les articles homonymes, voir Quadrille.
Pour plus de détails, voir Fiche technique et Distribution.
Quadrille est un film français écrit et réalisé par Sacha Guitry, sorti en 1938.
Il s'agit de l'adaptation de la pièce de théâtre éponyme de Sacha Guitry, créée le 21 septembre 1937 au Théâtre municipal d'Orléans.

## Synopsis
Le jeune acteur américain Carl Erikson est la sensation du moment. De passage à Paris, il est sollicité de toutes parts et donne un peu par hasard un autographe à Paulette Nanteuil, elle-même actrice reconnue en France mais inconnue de lui. Sous le charme de la jeune femme, il espère la retrouver mais elle lui a donné un faux nom, celui de son amie Claudine André, journaliste. Il se trouve que Carl Erikson a rendez-vous pour une interview avec Philippe de Morannes, rédacteur en chef de Paris-Soir et par ailleurs, amant de Paulette. Pour le remercier de lui avoir accordé un entretien, Philippe se fait malgré lui le complice du destin en lui offrant une place pour aller voir le soir même le spectacle dans lequel joue Paulette. Carl va la voir dans sa loge, et Paulette, séduite, passe une nuit avec lui. Doit-elle quitter Philippe ou rompre avec Carl ? Et Philippe succombera-t-il aux charmes de Claudine, laquelle n'est elle-même pas insensible au charme du jeune acteur ?

## Fiche technique
- Titre : Quadrille
- Réalisation : Sacha Guitry
- Scénario et dialogues : Sacha Guitry
- Photographie : Charlie Bauer et Robert Lefebvre
- Montage : Myriam Borsoutsky
- Musique : Adolphe Borchard, interprétée par Ray Ventura
- Décors : Jean Perrier
- Son : Antoine Archimbaud
- Société de production : Les Films modernes (Émile Natan)
- Société de distribution : Télédis
- Pays de production :  France
- Format : Noir et blanc — 35 mm — 1,37:1 — Son : Mono (RCA Photophone)
- Genre : Comédie
- Durée : 95 minutes (1 h 35)
- Date de sortie : 
  - France : 25 janvier 1938 (au cinéma Marivaux)

## Distribution
- Sacha Guitry : Philippe de Morannes, rédacteur en chef d'un grand journal parisien
- Gaby Morlay : Paulette Nanteuil, comédienne célèbre du théâtre du Gymnase et maîtresse de Philippe
- Jacqueline Delubac : Claudine André, chroniqueuse, amie de Paulette
- Georges Grey : Carl Erickson, vedette d'Hollywood de passage à Paris, dont s'éprend Paulette
- Pauline Carton : la femme de chambre de l'hôtel
- Marguerite Templey : Madame de Germont
- Louis Vonelly : le chef de réception
- Pierre Huchet : un valet de chambre
- Georges Vitry : le médecin
- Louis Baldy : Durmel
- Julien Rivière : le maître d'hôtel
- Marc Hélin : le chasseur
- Paul Alex : le concierge
- Georges Lemaire : le régisseur

## Guitry surQuadrille
« En somme Quadrille est une scène à deux personnages, précédée de deux actes et prolongée de trois, elle se noue pendant les deux premiers actes, les nœuds sont serrés pendant 25 minutes et elle se dénoue non sans difficulté pendant les trois derniers. Au cours des six actes, si ma pièce présente quelques surprises, puis-je me permettre de vous dire que j'en ai été le premier surpris ? »

— Sacha Guitry, Cinémonde, 1937

## Remake
- Quadrille, remake de Valérie Lemercier, 1997.